# علي بارداق أوغلي
علي بارداق أوغلي (تُلفظ أوغلُو) (بالتركية: Ali Bardakoğlu)‏ (و. 1952 م) هو عالم دين تركي والرئيس السابق للشؤون الدينية التركية.
عُين سنة 2003 م من قبل أحمدت نجدت سزر رئيسا للشؤون الدينية وبقي في هذا المنصب إلى أن خلفه محمد جورمز سنة 2010 م.